# Ґрембішев
Ґрембішев (пол. Grębiszew) — село в Польщі, у гміні Мінськ-Мазовецький Мінського повіту Мазовецького воєводства.
Населення — 194 особи (2011).
У 1975-1998 роках село належало до Седлецького воєводства.

## Демографія
Демографічна структура станом на 31 березня 2011 року:
|          | Загалом | Допрацездатний вік | Працездатний вік | Постпрацездатний вік |
| -------- | ------- | ------------------ | ---------------- | -------------------- |
| Чоловіки | 92      | 23                 | 62               | 7                    |
| Жінки    | 102     | 22                 | 65               | 15                   |
| Разом    | 194     | 45                 | 127              | 22                   |